# Marko Stojanović
Pour les articles homonymes, voir Stojanović.
Marko Stojanović, né le 17 mai 1978 à Leskovac, alors en Yougoslavie, est un auteur serbe de bande dessinée.

## Biographie
Né à Leskovac, aujourd'hui en Serbie, Marko Stojanovic a été tout d'abord professeur d'anglais avant de se tourner vers le métier de  traducteur de comics puis de scénariste de bande dessinée.

## Œuvres en bande dessinée en français
- Max Débris - Confession d'un véritable faussaire, scénario de Marko Stojanović et Djordje Milosavljevic, dessin et couleur de Toni Radev, YIL éditions, 2017.  (ISBN 978-2374161273)
- La croix sanglante, Delcourt
  - Guerre sainte, scénario de Drazen Kovacevic et Marko Stojanović, dessin de Dan Ianos Catalin, , couleur de Desko[1], 2019.  (ISBN 978-2756096124)
  - Terre sainte, scénario de Marko Stojanović, dessin de Dan Ianos Catalin, , couleur de Desko[2], 2021.  (ISBN 978-2413021902)
  - Foi aveugle, scénario de Marko Stojanović, dessin de Dan Ianos Catalin, , couleur de Desko, 2024. (ISBN 978-2413043430)
- Brouillage intégral [3],[4],[5], (tome 8 Les Futurs de Liu Cixin), collection Neopolis, d'après le roman éponyme de Liu Cixin, scénario de Marko Stojanović, dessin de Maza, couleur de Desko, Delcourt, 2023.  (ISBN 978-2413038108)